# وستویل، نیوجرسی
وستویل (به انگلیسی: Westville) شهری در ایالت نیوجرسی کشور ایالات متحده آمریکا است که جمعیت آن در سرشماری سال ۲۰۱۰ میلادی، ۴٬۲۸۸ نفر بوده‌است.